# Johann Georg Krönlein
Johann Georg Krönlein, né le 19 mars 1826 à Segnitz (près de Wurtzbourg) et décédé le 27 janvier 1892 à Wynberg en Afrique du Sud, est un missionnaire luthérien et linguiste dans le Sud-Ouest africain (aujourd'hui Namibie) et en Afrique du Sud. Il a étudié et publié des livres en langues khoïsan dont notamment une traduction du Nouveau Testament.

## Œuvres
- (naq) Johann Georg Krönlein, ǀAsa Testamens sida ǃkhūb tsĩ hui-aob Yesub Xristub dis, Berlin, Wilhelm Hertz, 1866 (lire en ligne)
- (de) Johann Georg Krönlein, Wortschatz der Khoi-Khoin (Namaqua-Hottentotten), Berlin, Deutsche Kolonialgesellschaft in Kommission bei C. Heymanns Verlag, 1889 (lire en ligne)
- (de) Johann Georg Krönlein, Ein Preisgedicht für den Häuptling Jonker Afrikaner. Wiederveröffentlicht in: Namibiana. Mitteilungen der ethnologisch-historischen Arbeitsgruppe Vol. I., Windhoek, Wissenschaftliche Gesellschaft, 1979